# HAT-P-1 b
HAT-P-1 b est une planète extrasolaire en orbite autour de l'étoile de type solaire HAT-P-1 (ou ADS 16402 B). Elle est située à 453 al de la Terre, dans la constellation du Lézard.
HAT-P-1 est l'élément le plus faible du système stellaire binaire ADS 16402 dont les deux étoiles sont séparées d'environ 1 500 fois la distance Terre - Soleil. Elles sont similaires au Soleil mais plus jeunes, environ 3,6 milliards d'années 4,5 milliards au Soleil.
HAT-P-1 b fait partie des planètes les moins denses découvertes.

## Histoire et découverte
HAT-P-1b est détectée par le recherche de transits devant l'étoile-mère de planètes gravitant autour. Lorsque la planète passe devant son étoile (vue depuis la Terre), elle bloque une petite partie de la lumière qui nous parvient de l'étoile. HAT-P-1 b a d'abord été détectée par une chute de 0,6 % de la luminosité de l'étoile. Ceci a permis la détermination du rayon et de la période orbitale de la planète.
La découverte est l'œuvre d'une équipe d'astronomes du Smithsonian utilisant le réseau de petits télescopes HAT (projet hongrois HATNet : Hungarian Automated Telescope Network) situés en Arizona et à Hawaii ; elle est annoncée le 14 septembre 2006. La planète nouvellement découverte était très différente de n'importe quel autre monde connu jusqu'alors.

## Caractéristique orbitales
HAT-P-1 b est située sur une orbite très proche de son étoile, qu'elle ne met que quatre jours et demi à parcourir.
Elle fait donc partie de la catégorie des Jupiters chauds. Située à seulement 8,27 millions de kilomètres de l'étoile, les forces de marée circulariseraient l'orbite sauf s'il existe un autre corps perturbant dans le système.
En 2007, les mesures existantes n'étaient pas suffisantes pour déterminer son excentricité orbitale, donc les découvreurs ont fait l'hypothèse d'une orbite circulaire. Cependant, il fut calculé depuis que l'excentricité de la planète ne dépasse pas 0,067 (voir par exemple l'EPE).
En août 2008, les calculs les plus récents concernant l'effet Rossiter-McLaughlin de HAT-P-1 b (et donc l'angle d'inclinaison entre l'axe de rotation de l'étoile et la perpendiculaire au plan de l'orbite, « angle spin-orbite ») sont ceux de Johnson. Leurs résultats donnent un angle de +3.6 ± 2.0 degrés.

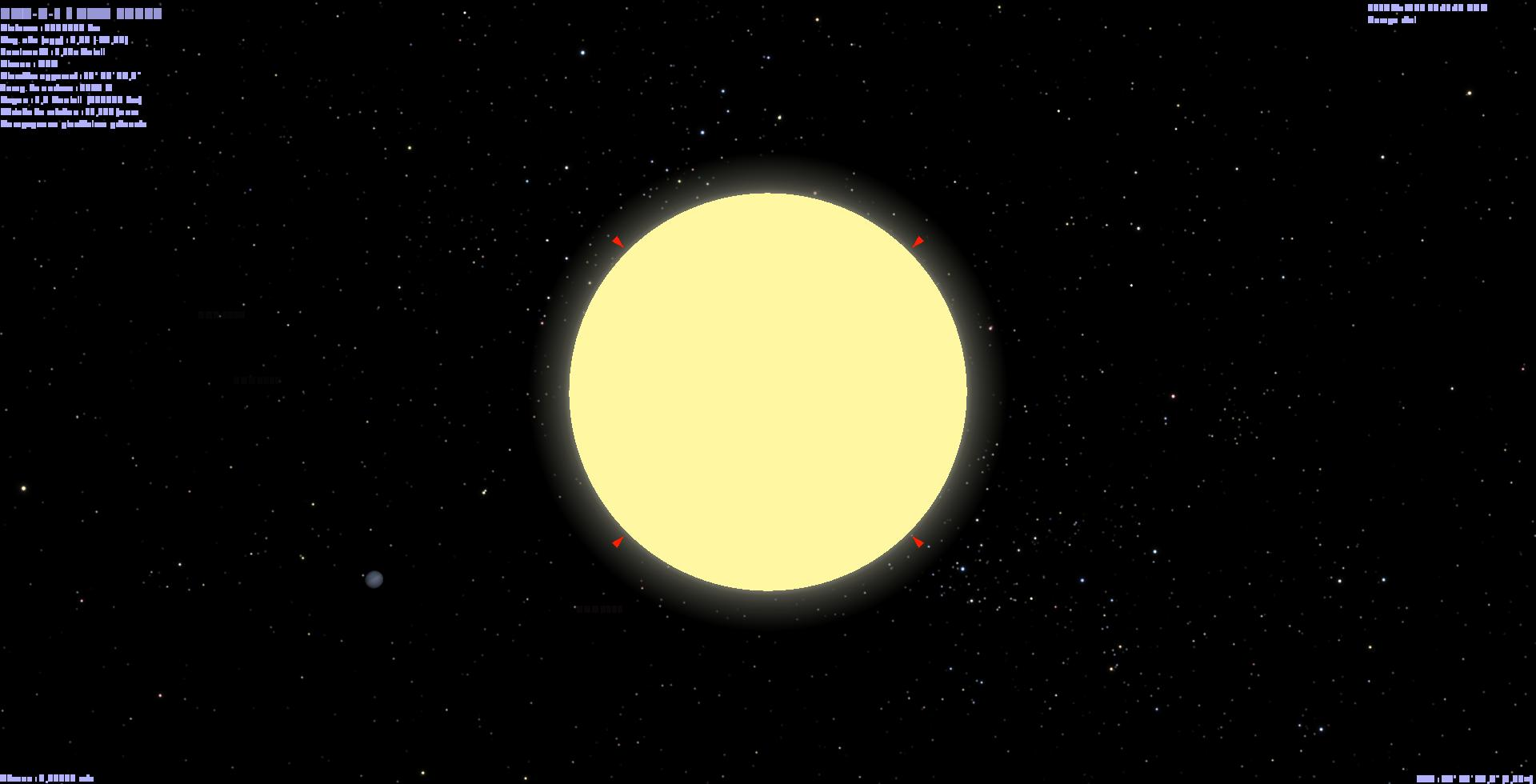
Voici la taille de HAT-P-1 b
(en bas à gauche de l'étoile),
comparée à son étoile.

## Caractéristiques physiques
Afin de déterminer la masse de la planète, des mesures de la variation de la vitesse radiale de l'étoile furent réalisées par le Consortium N2K (en). Cela se fit en observant le décalage Doppler dans le spectre de l'étoile. Combinées avec l'inclinaison connue de l'orbite déterminée par des observations de transit, ceci permit d'obtenir la masse de la planète et de l'évaluer à 0,53 ± 0,04 fois celle de Jupiter.
Avec un rayon équivalent à 1,32 fois celui de Jupiter, la planète est évidemment plus grande que ce dernier, mais étant moitié moins massive, les astronomes estiment sa densité à seulement un quart de la densité de l'eau, ce qui en fait une des exoplanètes les moins denses connues. Ces données permettent de classer sans doute possible cette planète dans la classe des planètes géantes gazeuses, très probablement principalement composées d'hydrogène et d'hélium. La planète n'aurait donc pas de surface bien définie. Les théories actuelles prédisent que de telles planètes se forment dans les régions extérieures de leur système planétaire et qu'elles migrent ensuite vers l'intérieur du système jusqu'à atteindre leur orbite actuelle.
Ce n'est pas la première fois que les astronomes découvrent une planète de très faible densité. La première exoplanète de ce type, HD 209458 b (alias Osiris), du système HD 209458, apparaissait 20 % plus grande que ce que la théorie prévoyait. Dans le cas de HAT-P-1 b, la planète est 24 % plus grande que ce que les modèles prévoyaient, de sorte que son existence suggère qu'un paramètre serait absent des théories de la formation des planètes que l'on tient pour suffisamment abouti. Cela pourrait être une indication de la présence d'une source additionnelle de chaleur interne. Un candidat possible est le « chauffage de marée » (tidal heating) sur une orbite excentrique, une possibilité qui n'a pas été exclue des mesures disponibles. Cependant, il s'avère que HD 209458 b se trouve sur une orbite circulaire.
Une possibilité alternative est que la planète a un axe très incliné, comme Uranus dans le Système solaire. Le problème de cette explication est qu'on pense qu'il est assez difficile d'obtenir une planète dans une telle configuration, donc avoir deux planètes dans ce cas dans l'ensemble des planètes en transit actuellement connues est problématique.